# Nobuhiro Kato
Nobuhiro Kato (født 11. december 1984) er en japansk fodboldspiller, som spiller for den japanske fodboldklub Kyoto Sanga FC.